# James Lee Barrett
Pour les articles homonymes, voir Barrett.
James Lee Barrett est un scénariste, producteur et acteur américain né le 19 novembre 1929 à Charlotte, Caroline du Nord (États-Unis), mort le 15 octobre 1989 à Templeton (Californie).

## Filmographie

### comme scénariste
- 1957 : The D.I. (en)
- 1959 : Le Dernier Rivage (On the Beach)
- 1964 : L'aventure est au large (The Truth About Spring)
- 1965 : La Plus Grande Histoire jamais contée (The Greatest Story Ever Told)
- 1965 : Les Prairies de l'honneur (Shenandoah)
- 1968 : Bandolero!
- 1968 : Les Bérets verts (The Green Berets)
- 1969 : Les Géants de l’Ouest (The Undefeated)
- 1970 : Tick... Tick... Tick et la violence explosa (...tick...tick...tick...)
- 1970 : Attaque au Cheyenne Club (The Cheyenne Social Club)
- 1971 : Rio Verde (Something Big)
- 1971 : Le Rendez-vous des dupes (Fools' Parade)
- 1977 : Cours après moi shérif (Smokey and the Bandit)
- 1978 : Stubby Pringle's Christmas (TV)
- 1979 : Wild Horse Hank
- 1979 : Mayflower: The Pilgrims' Adventure (en) (TV)
- 1980 : The Day Christ Died (en) (TV)
- 1980 : Belle Starr (TV)
- 1980 : Angel City (TV)
- 1986 : Vengeance, l'histoire de Tony Cimo (Vengeance: The Story of Tony Cimo) (TV)
- 1986 : L'Impossible évasion (The Defiant Ones) (TV)
- 1987 : Poker Alice (en) (TV)
- 1988 : Jesse (TV)
- 1996 : Ruby Jean and Joe (TV)
- 2001 : Warden of Red Rock (TV)

### comme producteur
- 1970 : Tick... Tick... Tick et la violence explosa (...tick...tick...tick...)
- 1970 : Attaque au Cheyenne Club (The Cheyenne Social Club)
- 1971 : Rio Verde (Something Big)
- 1971 : Fools' Parade

### comme acteur
- 1971 : Fools' Parade : Sonny Boy